# Bošnjačko-hrvatski sukob: Kiseljak
Na prvim demokratskim izborima u Bosni i Hercegovini 1990. godine pobjedu na području Kiseljaka je odnijela Hrvatska demokratska zajednica Bosne i Hercegovine. Kiseljačka općina graniči sa širim područjem Sarajeva, a kada se srpska agresija obrušila na taj grad, u travnju 1992. godine, velikom vojnom silom i jakim naoružanjem, to se nije osjetilo na kiseljačkom terenu. Ipak, s početkom srpske agresije na grad Sarajevo, u Kiseljaku se osniva HVO kao tijelo samoobrane kiseljačkih Hrvata. Tada se govorilo da je Kiseljak oaza mira u ratom uzavreloj Bosni i Hercegovini. Mir je vladao sve do nemilog sukoba između Armije RBiH i HVO-a.

## Povijest

### 1992.
VOS GS HVO 22. srpnja 1992. izvijestio je da na teritoriji Kiseljaka i granice s Rakovicom nema većih problema jer Srbi u Rakovici napadani su od Muslimana iz Visokog pa ne žele tražiti sukob s Hrvatima, tako da tu stanje izgleda odlično. Problema je bilo u Kiseljaku u odnosima između HVO i TO, odnosno muslimanskih snaga. Postoje dva zapovjedništva. Dok se HVO bori i drži borbene crte prema Srbima, muslimanska TO bježi s položaja, paradira po gradovima, pljačka i bacaju ljagu na HVO. Na prostoru srednje Bosne svi zapovjednici TO su pripadnici bivše JNA, a središte muslimanskog fundamentalizma je u Zenici. Cijelom mrežom i situacijom diktira Džemo Merdan stvarajući netrpeljivost i sukobe između muslimana i Hrvata. U Zenici se pripremaju i obučavaju jedinice za djelovanje protiv postrojbi HVO., iste se obučavaju u mudžahedinskom stilu (fanatizam). Postojao je osnovni plan koji se sastoji u tom da iz centra preko Visokog presijeku Kiseljak i Fojnicu te istovremenim udarom preko Uskoplja, Novog Travnika i Travnika odsjeku sve dijelove HB i da zaokruže svoj naum o preuzimanju srednje Bosne u svoju muslimansku džamahiriju što otvoreno propagiraju kroz Tespih diviziju i Handžar diviziju.
VOS GS HVO 8. kolovoza 1992. izvijestio je da su postrojbe HVO u Srednjoj Bosni stavljene u stanje pune borbene gotovosti i zapovijed da na svaki napad odgovore vatrom zbog planiranog i očekivanog napada postrojbi TO. Na snage HVO u Kiseljaku postrojbe TO napadaju iz više pravaca, pa su snage HVO zauzele obrambene pozicije, kako bi se oduprijele napadima postrojbi TO.
VOS GS HVO 21. rujna 1992. izvijestio je o muslimanskom napadu na hrvatsko naselje Stup kod Sarajeva, nakon kojeg su Muslimani isprovocirali četnike pucanjem na njih, i na koji je uslijedio četnički odgovor. Četnici su nastavili masakr koji su počeli Muslimani, pljačkali, palili sve kuće u hrvatskom naselju Barama kod Sarajeva, gazeći sve kuće tenkovima. Tzv. Armija BiH je u zajedničkom djelovanju s četnicima napravila pokolj na hrvatskom prostoru, a u VOS-u HVO očekivali su da će Muslimani i Srbi napraviti vjerojatno isti scenarij u Kiseljaku. Kako je pokazao tijek događaja, ovo je bila naznaka da postoji srpsko-muslimanski dogovor na štetu Hrvata.

### 1993.
Postrojbe Armije BiH 23. i 24. siječnja 1993. godine prvi put napadaju hrvatska područja u općini Kiseljak. Napadnuto je selo Bilalovac koje je branila kiseljačka brigada HVO-a "Ban Jelačić". Napadnuta su bila i druga periferna naselja oko Bilalovca. Na tom području (u selu Bilalovac i oko njega) živjelo je 680 Bošnjaka, 609 Hrvata, jedan Srbin i 12 "ostalih". Hrvatsko pučanstvo je iz toga i drugih bližih sela Armija BiH uglavnom protjerala. Hrvatske kuće su opljačkane i uništene, kao i njihova druga imovina.
Tako je na području kiseljačke općine sukob između Bošnjaka i Hrvata započela Armija BiH. U veljači i sljedećim mjesecima 1993. godine postrojbe Armije BiH napadaju i druga mjesta u kiseljačkoj općini, zastrašuju hrvatsko pučanstvo, pljačkaju imovinu i pale kuće, a to dodatno potiče iseljavanje hrvatskog pučanstva. Prva topovska granata Armije BiH pada na grad Kiseljak 18. travnja 1993. godine. Sedam civila je poginulo, a počinjena je velika materijalna šteta. Topovi Armije BiH gađali su župnu crkvu u Kiseljaku, zgradu pošte i općine.
U kiseljačkom selu Orahovo 23. travnja 1993. godine pronađena su tijela dvoje zaklanih Hrvata. Istog dana u Bilalovcu ubijena su tri hrvatskih civila i jedan zarobljeni vojnik HVO-a. U ovom prvom napadu na Kiseljak, od postrojbi Armije BiH i mudžahedinskih fanatika ubijeno je 17 osoba, od toga je pet civila, među kojima i jedan dječak. Pješačka vatra Armije BiH nastavlja se i sutradan. Tada je 70 Hrvata uhićeno i zatvoreno u "Plinaru".
U selu Kazagići su 1. svibnja 1993. vojnici HVO-a pronašli su tijela 14 ubijenih Hrvata (vidi Pokolj u Kazagićima). Napadi na sela kiseljačke općine pa i sam grad nastavljena su. Brigada HVO-a i Armija BiH na kiseljačkom području 1. svibnja 1993. godine su potpisali dogovor o povlačenju postrojbi Armije BiH s nekih pozicija. No, 8. svibnja 1993. vojnici Armije BiH iz zasjede otvaraju vatru na pripadnike HVO-a i ubijaju Matu Lucića, načelnika Stožera brigade HVO-a "Ban Jelačić". Bilo je to baš u vrijeme izuzetno složenog napada na Kiseljak, jer su s jedne strane djelovale postrojbe srpske vojske, a s druge bošnjačke.
Žestok napad minobacačkim granatama na grad Kiseljak uslijedio je 13. lipnja 1993. godine. Tada je ranjeno nekoliko civila (dvije žene i nekoliko djece). Jedno jednogodišnje dijete ubijeno je u naručju majke. Najžešći napad Armije BiH dogodio se 18. lipnja 1993. godine, na cijelo područje općine Kiseljak. Potpuno je spaljeno selo Gojakovac, a ubijeno je najmanje devet hrvatskih civila.
Kronologija ratnih stradanja na području općine Kiseljak nastavlja se, ali nema ubijanja civila i ratnih zarobljenika od ljeta 1993. godine. Intenzivno se prikupljaju razni dokumenti o ranijim ubijanjima kiseljačkih Hrvata, mučenjima, paljenju njihovih sela i pljački imovine, silovanjima i progonu hrvatskog pučanstva.
U selu Bilalovac i njemu bližim drugim selima općine Kiseljak, u kojima su živjeli i Hrvati, razni su oblici nasilja postrojbi Armije BiH, specijalnih postrojbi MUP-a Republike Bosne i Hercegovine, mudžahedina, stranih dobrovoljaca. Oni su opljačkali hrvatske kuće, deset kuća spalili i ubili dvije starije osobe hrvatske nacionalnosti. U napadu su zarobili dva vojnika HVO-a, a kasnije se saznalo da su ubijeni kao ratni zarobljenici, što je ratni zločin. Najveći dio hrvatskog pučanstva je protjeran pa su Bilalovac i druga sela tako očišćena od Hrvata.
Za vrijeme bošnjačko-hrvatskog sukoba na području općine Kiseljak bilo je mnogo mrtvih. Gorjele su hrvatske kuće, stambene i gospodarske zgrade. Od Hrvata su u potpunosti "očišćena" sljedeća sela: Kazagići, Badnje, Male Sotnice, Oglavak, Bilalovac, Bukovica, Toplica, Mokrin i Gojakovac. Unatoč brojnim i žetokim napadima mnogoljudnije i bolje naoružane Armije BiH, kiseljački HVO je uspio obraniti veći dio općine Kiseljak zajedno s gradom Kiseljakom i zadržati ga pod svojom kontrolom.

## Vanjske poveznice
- HercegBosna.org Napad ABiH-a na područje Kiseljaka u siječnju 1993.